# 釣魚台 (香港)
釣魚台是香港的一個岬角，位於新界清水灣半島清水灣南岸，布袋澳以北。
2011年，保衛釣魚台列嶼主權組織正爭取於香港的釣魚台設立「釣魚台紀念公園」並設置紀念碑，讓香港人認識釣魚台列嶼的主權爭議和抗爭運動，並準備向西貢區議會商討有關建議。